# Källtorps våtmarker
Källtorps våtmarker este o arie protejată (arie de protecție specială avifaunistică — SPA) din Suedia întinsă pe o suprafață de 47,9 ha, integral pe uscat.

## Localizare
Centrul sitului Källtorps våtmarker este situat la coordonatele 56°54′19″N 12°33′29″E / 56.9052°N 12.558°E.

## Înființare
Situl Källtorps våtmarker a fost declarat arie de protecție specială avifaunistică în iulie 2000 pentru a proteja 3 specii de animale.

## Biodiversitate
Situată în ecoregiunile boreală și continentală, aria protejată nu include niciun habitat protejat.
La baza desemnării sitului se află mai multe specii protejate de  păsări (3): erete de stuf (Circus aeruginosus), sfrâncioc roșiatic (Lanius collurio), gaia roșie (Milvus milvus).